# Izrael az 1988. évi nyári olimpiai játékokon
Izrael a dél-koreai Szöulban megrendezett 1988. évi nyári olimpiai játékok egyik részt vevő nemzete volt. Az országot az olimpián 8 sportágban 19 sportoló képviselte, akik érmet nem szereztek.

## Birkózás
Kötöttfogású
| Versenyző      | Versenyszám | Vigaszágas kiesés | Vigaszágas kiesés | Helyosztók        | Helyosztók        | Bronz- mérkőzés   | Döntő             | Helyezés    |
| Versenyző      | Versenyszám | Vigaszágas kiesés | Vigaszágas kiesés | 7. helyért        | 5. helyért        | Bronz- mérkőzés   | Döntő             | Helyezés    |
| Versenyző      | Versenyszám | Ellenfél Eredmény | Hely.             | Ellenfél Eredmény | Ellenfél Eredmény | Ellenfél Eredmény | Ellenfél Eredmény | Helyezés    |
| -------------- | ----------- | --- | ----------------- | ----------------- | ----------------- | ----------------- | ----------------- | ----------- |
| Dov Grobermann | 48 kg       | B csoport · Abdallah Al-Izani (YAR) · kizárták · Andrzej Głąb (POL) · 7–16 · Məhəddin Allahverdiyev (URS) · 1–7                                    | 5.                | kiesett           | kiesett           | kiesett           | kiesett           | helyezetlen |
| Evan Bernstein | 90 kg       | A csoport · Kamal Ibrahim (EGY) · 11–8 · Jean-François Court (FRA) · passzivitás · a 3. fordulóban erőnyerő · Franz Pitschmann (AUT) · passzivitás | 6.                | kiesett           | kiesett           | kiesett           | kiesett           | helyezetlen |

## Ökölvívás
| Versenyző           | Versenyszám | Selejtező              | 32-es főtábla                           | Nyolcaddöntő                | Negyeddöntő                 | Elődöntő          | Döntő             | Helyezés |
| Versenyző           | Versenyszám | Ellenfél Eredmény      | Ellenfél Eredmény                       | Ellenfél Eredmény           | Ellenfél Eredmény           | Ellenfél Eredmény | Ellenfél Eredmény | Helyezés |
| ------------------- | ----------- | ---------------------- | --------------------------------------- | --------------------------- | --------------------------- | ----------------- | ----------------- | -------- |
| Yehuda Ben Haim     | Papírsúly   | erőnyerő               | Donald Martínez (ESA) · mérkőzés nélkül | kiesett                     | kiesett                     | kiesett           | kiesett           | 17.      |
| Ya'acov Shmuel      | Pehelysúly  | erőnyerő               | John Mirona (SUD) · RSC                 | Richard Pittman (COK) · 5:0 | Giovanni Parisi (ITA) · 0:5 | kiesett           | kiesett           | 5.       |
| Aharon Jacobashvili | Középsúly   | Sven Ottke (FRG) · 0:5 | kiesett                                 | kiesett                     | kiesett                     | kiesett           | kiesett           | 33.      |

RSC – a mérkőzésvezető megállította a mérkőzést

## Sportlövészet
Férfi
| Versenyző      | Versenyszám           | Selejtező | Selejtező | Döntő   | Döntő    |
| Versenyző      | Versenyszám           | Pont      | Helyezés  | Pont    | Helyezés |
| -------------- | --------------------- | --------- | --------- | ------- | -------- |
| Eduard Papirov | Légpuska              | 581       | 34.       | kiesett | kiesett  |
| Eduard Papirov | Sportpuska, fekvő     | 594       | 24.       | kiesett | kiesett  |
| Eduard Papirov | Sportpuska, összetett | 1165      | 21.       | kiesett | kiesett  |
| Itzhak Yonassi | Sportpuska, összetett | 1152      | 43.       | kiesett | kiesett  |
| Itzhak Yonassi | Sportpuska, fekvő     | 584       | 51.       | kiesett | kiesett  |
| Itzhak Yonassi | Légpuska              | 583       | 29.       | kiesett | kiesett  |

## Tenisz
Férfi
| Versenyző                 | Versenyszám | 64-es főtábla                                    | 32-es főtábla                                                   | Nyolcaddöntő                                                      | Negyeddöntő       | Elődöntő          | Döntő             | Helyezés |
| Versenyző                 | Versenyszám | Ellenfél Eredmény                                | Ellenfél Eredmény                                               | Ellenfél Eredmény                                                 | Ellenfél Eredmény | Ellenfél Eredmény | Ellenfél Eredmény | Helyezés |
| ------------------------- | ----------- | ------------------------------------------------ | --------------------------------------------------------------- | ----------------------------------------------------------------- | ----------------- | ----------------- | ----------------- | -------- |
| Amos Mansdorf             | Egyes       | Ju Dzsinszon (Yu Jin-Seon) (KOR) · 6–2, 6–4, 7–5 | Kelly Evernden (NZL) · 6–4, 3–6, 6–1, 7–5                       | Tim Mayotte (USA) · 4–6, 2–6, 4–6                                 | kiesett           | kiesett           | kiesett           | 9.       |
| Gilad Bloom               | Egyes       | Jeremy Bates (GBR) · 6–4, 4–6, 6–3, 2–6, 7–9     | kiesett                                                         | kiesett                                                           | kiesett           | kiesett           | kiesett           | 33.      |
| Shahar Perkiss            | Egyes       | Javier Frana (ARG) · 2–6, 6–4, 4–6, 4–6          | kiesett                                                         | kiesett                                                           | kiesett           | kiesett           | kiesett           | 33.      |
| Amos Mansdorf Gilad Bloom | Páros       |                                                  | Írország (IRL) · Eoin Collins · Owen Casey · 6–2, 7–6, 4–6, 7–5 | Dánia (DEN) · Morten Christensen · Michael Tauson · 5–7, 3–6, 2–6 | kiesett           | kiesett           | kiesett           | 9.       |

Női
| Versenyző    | Versenyszám | 64-es főtábla                      | 32-es főtábla     | Nyolcaddöntő      | Negyeddöntő       | Elődöntő          | Döntő             | Helyezés |
| Versenyző    | Versenyszám | Ellenfél Eredmény                  | Ellenfél Eredmény | Ellenfél Eredmény | Ellenfél Eredmény | Ellenfél Eredmény | Ellenfél Eredmény | Helyezés |
| ------------ | ----------- | ---------------------------------- | ----------------- | ----------------- | ----------------- | ----------------- | ----------------- | -------- |
| Ilana Berger | Egyes       | Jill Hetherington (CAN) · 1–6, 4–6 | kiesett           | kiesett           | kiesett           | kiesett           | kiesett           | 33.      |

## Torna
Női
| Versenyző      | Versenyszám      | Selejtező | Selejtező | Döntő    | Döntő    |
| Versenyző      | Versenyszám      | Pontszám  | Helyezés  | Pontszám | Helyezés |
| -------------- | ---------------- | --------- | --------- | -------- | -------- |
| Revital Sharon | Talaj            | 9,575     | 86.       | kiesett  | kiesett  |
| Revital Sharon | Ugrás            | 9,525     | 86.       | kiesett  | kiesett  |
| Revital Sharon | Felemás korlát   | 9,000     | 89.       | kiesett  | kiesett  |
| Revital Sharon | Gerenda          | 9,500     | 85.       | kiesett  | kiesett  |
| Revital Sharon | Egyéni összetett | 37,600    | 88.       | kiesett  | kiesett  |

### Ritmikus gimnasztika
| Versenyző          | Versenyszám | Selejtező | Selejtező | Döntő   | Döntő    |
| Versenyző          | Versenyszám | Pont      | Hely.     | Pont    | Helyezés |
| ------------------ | ----------- | --------- | --------- | ------- | -------- |
| Shulamit Goldstein | Egyéni      | 36,50     | 35.       | kiesett | kiesett  |
| Rakefet Remigolsky | Egyéni      | 36,45     | 37.       | kiesett | kiesett  |

## Úszás
Férfi
| Versenyző     | Versenyszám | Előfutam | Előfutam | Előfutam | Döntő   | Döntő   | Döntő   | Helyezés |
| Versenyző     | Versenyszám | Idő      | Hely.    | Össz.    | Típus   | Idő     | Hely.   | Helyezés |
| ------------- | ----------- | -------- | -------- | -------- | ------- | ------- | ------- | -------- |
| Eyal Shtigman | 100 m mell  | 1:05,92  | 8.       | 42.      | kiesett | kiesett | kiesett | kiesett  |
| Eyal Shtigman | 200 m mell  | 2:25,18  | 7.       | 37.      | kiesett | kiesett | kiesett | kiesett  |

## Vitorlázás
Férfi
| Versenyző                        | Versenyszám    | Futam | Futam     | Futam | Futam | Futam  | Futam | Futam | Pontszám | Helyezés |
| Versenyző                        | Versenyszám    | 1     | 2         | 3     | 4     | 5      | 6     | 7     | Pontszám | Helyezés |
| -------------------------------- | -------------- | ----- | --------- | ----- | ----- | ------ | ----- | ----- | -------- | -------- |
| Dan-Noam Torten Ram-Jacob Torten | 470-es osztály | 15,0  | (36,0***) | 20,0  | 5,7   | 22,5** | 36,0* | 36,0* | 135,2    | 18.      |

Nyílt
| Versenyző            | Versenyszám     | Futam | Futam   | Futam | Futam | Futam | Futam | Futam | Pontszám | Helyezés |
| Versenyző            | Versenyszám     | 1     | 2       | 3     | 4     | 5     | 6     | 7     | Pontszám | Helyezés |
| -------------------- | --------------- | ----- | ------- | ----- | ----- | ----- | ----- | ----- | -------- | -------- |
| Eldad Amir Yoel Sela | Repülő hollandi | 11,7  | (29,0*) | 8,0   | 0,0   | 25,0  | 0,0   | 15,0  | 59,7     | 4.       |

* - nem indult

** - bírók által adott pontszám

*** - nem ért célba